# Petter Mørch Koren
Petter Mørch Koren (* 22. Januar 1910 in Edinburgh; † 14. November 2004) war ein norwegischer Jurist, Regierungsbeamter und Politiker der Kristelig Folkeparti (KrF). Er war 1963 Minister für Justiz und Polizei in der kurzlebigen Regierung Lyng und erneut 1972 bis 1973 in der Regierung Korvald. Schließlich wirkte er von 1965 bis 1979 als Regierungspräsident (Fylkesmann) für Oslo und Akershus.

## Leben

### Studium, Kommunalpolitiker und Richter
Koren, Sohn des Priesters Laurentius Stub Koren und dessen Ehefrau Thordis Andrea Mørch, begann nach dem Schulbesuch 1928 ein Studium der Rechtswissenschaften an der Universität Oslo, die er 1932 als Candidatus juris (Cand. jur.) abschloss. Bereits während seiner Schüler- und Studentenzeit begann sein politisches und gesellschaftliches Engagement als Vorsitzender des Gymnasiastenverbandes Åkerrikse von 1926 bis 1927 sowie als Vize-Vorsitzender und danach zwischen 1928 und 1930 als Vorsitzender des Osloer Verbandes christlicher Gymnasiasten.
Nach einem Studienaufenthalt in England wurde er 1934 Rechtsanwaltsvertreter in Oslo und anschließend von 1935 bis 1936 Büroangestellter in Lillehammer, ehe er zwischen 1936 und 1938 Hilfsrichter in Larvik war. Nachdem er von 1938 bis 1940 Sekretär im Handelsministerium war, wurde er 1940 Sekretär im Schifffahrtsministerium und fungierte dort zuletzt zwischen 1942 und 1945 als Büroleiter. In dieser Zeit fungierte er 1942 auch als Vorsitzender des Norwegischen Christlichen Studentenverbandes (Norske Studenters Kristelige Forbund).
Nach einer darauf folgenden Tätigkeit von 1945 bis 1949 als Leiter des Norwegischen Ein- und Auszahlungsbüros (Det norske Innskudds- og Trekkontor) kehrte er ins Handelsministerium zurück und war dort bis 1956 Büroleiter. Daneben war er 1946 erst Vorsitzender der Kristelig Folkeparti von Aker und im Anschluss zwischen 1947 und 1950 Vorsitzender der KrF im Osloer Stadtteil Vestre Aker.
Anfang der 1950er Jahre begann Koren auch seine politische Laufbahn in der Kommunalpolitik und war zwischen 1951 und 1965 Mitglied des Stadtpräsidiums von Oslo. Daneben war er in dieser Zeit zwischen 1952 und 1963 Vorstandsvorsitzender der Pensionskasse und von 1958 bis 1963 Vorsitzender des Ausschusses für Kirchengebäude. 1956 erfolgte seine Ernennung zum Richter am Stadtgericht (Byrett) von Oslo, an dem er bis 1965 tätig war.

### Justizminister und Fylkesmann
Am 28. August 1963 wurde er von Ministerpräsident John Lyng zum Minister für Justiz und Polizei berufen. Die Regierung wurde aber schon am 25. September zum Rücktritt gezwungen.
Videre var han konstituert fylkesmann i Oslo og Akershus 1966–1970 og fylkesmann samme sted 1970–1979.
1966 wurde er geschäftsführend Fylkesmann für Oslo und Akershus, 1970 übernahm er dieses Amt ganz und bekleidete es bis 1979. Außerdem war er zwischen 1966 und 1967 Vorstandsvorsitzender des Elektrizitätswerkes Oslo. Während dieser Zeit absolvierte er 1967 und 1971 Kurzlehrgänge für Kommandeure an der Verteidigungshochschule (Forsvarets høgskole). Daneben fungierte er von 1968 bis 1981 als Beiratsvorsitzender im Norsk Folkemuseum. 
Am 18. Oktober 1972 kehrte er als Minister für Justiz und Polizei in die Regierung zurück. Die Zentrumsregierung konnte sich ein Jahr im Amt halten.
Zuletzt war Koren, der mit der St. Hallvard-Medaille ausgezeichnet und 1979 Kommandeur des Sankt-Olav-Ordens wurde, von 1976 bis 1984 Vorsitzender des Aufsichtsrates der Dampfschifffahrtsgesellschaft von Oppland (Opplandske dampskibsselskap) sowie zwischen 1979 und 1983 außerordentlicher Berufungsrichter (ekstraordinær lagdommer). 
1982/83 leitete er den Untersuchungsausschuss zu den Unterschlagungen im Sozialamt der Stadt Oslo. 1983 wurde ihm auch die Kong Olav Vs jubileumsmedalje 1957–1982 verliehen.

## Veröffentlichungen
- I gode og onde dager, 1979